# Le Monde moderne
Pour les articles homonymes, voir Monde.
Le Monde moderne est une revue mensuelle illustrée généraliste française fondée en 1895 et disparue en 1908.

## Histoire du support
En janvier 1895 sort à Paris, chez Albert Quantin, au 5 de la rue Saint-Benoît, le premier numéro d'une nouvelle revue mensuelle illustrée, Le Monde moderne.
Le sommaire annonce sur 160 pages : La Petite Cora, un conte de Jules Clarétie, illustré spécialement par Alfons Mucha ; puis Pour fonder une revue, un long dossier qui révèle les dessous techniques et budgétaires du Monde moderne et où l'on apprend que le coût total de lancement s'élèverait à un minimum de 250 000 francs : l'éditeur montre également quelques maquettes de projets de couvertures ainsi que la marque de la revue, créée par Théobald Chartran — le graphisme de la couverture, en revanche, est signé par un certain Trumeau et gravé par Romagnol ; puis viennent les « causeries littéraires » par Gustave Geffroy ; un dossier sur le vote des lois ; une composition musicale, Le Mystère de Saint Wilgeforte, avec partition signée Maurice Cottenet et illustrée par Gaston Bussière ; vient ensuite un article du capitaine Danrit, « Les effets du feu d'infanterie » illustré par Paul de Sémant ; ensuite un long dossier archéologique signé Jacques de Morgan, « Les fouilles de Dahchour », orchestrées en juin-juillet 1894, agrémenté de nombreux clichés photographiques ; suit un article économique sur « la production et le commerce du blé » ; un article technique sur « la photographie des couleurs » signé Alphonse Berger et montrant Gabriel Lippmann dans son laboratoire ; la revue se termine par des perspectives d'avenir avec « La locomotion du futur » signé Octave Uzanne, illustré par Albert Robida, un article de Stéphen Liégeard sur la « société d'encouragement au bien », la « vie sportive » par Paul Meyan, un portrait de Sarah Bernhardt par Mario Bertaux, des considérations théâtrales sur Falstaff et Othello de Giuseppe Verdi par Julien Tiersot, des « notes d'architectures » et, pour terminer, la « mode du mois » illustrée de différents modèles dessinés — les mois suivants, on trouve également des recettes de cuisine, des petites inventions d'Arthur Good,  et des jeux.
Si les arts et techniques sont effectivement représentés par le biais de dossiers et aussi de reportages, sont abordées dans cette revue des questions militaires, économiques et sociales, les questions d'actualités françaises et internationales jouxtant des pages d'histoire : par sa dimension encyclopédique, la revue cible un lectorat bourgeois cultivé. Sur le plan technique, Quantin imprime lui-même la revue en noir et blanc dans ses vastes locaux du quartier Saint-Germain, que fréquentaient notamment les frères Uzanne. Le papier est légèrement glacé, permettant de reproduire des clichés d'agences photographiques par le procédé de la typogravure. La revue fit tout de même appel à de nombreux artistes illustrateurs tels Fernand Fau, Louis Malteste, Lucien Métivet, Hector Moloch, Maurice Pillard Verneuil, etc. Certains articles proviennent d'achats à des périodiques anglo-saxons tels que The Strand ou Cassell's Magazine. La partie artistique est rédigée par Edmond Neukomm.
En 1898, la couverture change. Quantin produit alors des suppléments, comme les « Comptes rendus » et des romans. En 1899, un partenariat est créé avec Félix Juven pour l'édition d'une série, les « Romans contemporains ». En janvier 1902, la revue devient bimensuelle au prix de 75 centimes, le sous-titre devenant « revue illustrée », incluant un supplément gratuit consacré aux romans.
Après de nombreux problèmes d'actionnariat, vers 1904, Quantin cède la revue à Félix Juven, qui en fait la « revue de la famille » et adjoint des suppléments destinés aux lectrices. En mars 1905, il la fusionne avec La Femme d'aujourd'hui. En 1908, le titre est suspendu puis racheté par La Revue hebdomadaire.